# Swakopmund
Swakopmund (von Khoekhoegowab Tsoakhaub für Exkrement-Öffnung, da der Swakop, wenn er den Atlantik erreicht, viel Schlick mit sich trägt) ist eine Stadtgemeinde und Hauptstadt der Region Erongo im Westen von Namibia. Die Stadt hat knapp 76.000 Einwohner (Stand 2023), gegenüber 44.725 Einwohner im Jahr 2011. Sie liegt in der Namib, direkt am Atlantik an der Nordseite der Mündung des Swakop in diesen.
Die Stadt hat mit Stand 2023 eine Fläche von 196 Quadratkilometern. Diese sollte laut Wunsch der Stadtverwaltung vom Juni 2014 auf 1435 Quadratkilometer ausgeweitet werden.

## Geographie

### Geographische Lage
Swakopmund liegt in einem flachen Abschnitt der namibischen Südatlantikküste, direkt nördlich der Mündung des Flusses Swakop. Von Norden und Osten wird die Stadt durch die hier verlaufende Sandwüste der Namib und der Skelettküste begrenzt, wodurch es in der Region sehr wenig Niederschlag gibt. Die nächstgelegenen höheren Erhebungen sind die Rössingberge, rund 20 Kilometer landeinwärts.

### Klima
Das milde Küstenklima macht die Stadt vor allem während der Monate Oktober bis März zu einem beliebten Ausflugsziel und Seebad am Südatlantik, auch wenn der Küstensaum als Folge des aus der Antarktis kommenden kalten Benguelastroms vormittags meist nebelverhangen ist und die Wassertemperatur kaum über 20 °C steigt.
|                       | Jan | Feb | Mär | Apr | Mai | Jun | Jul | Aug | Sep | Okt | Nov | Dez |   |      |
| Mittl. Tagesmax. (°C) | 20  | 21  | 20  | 18  | 18  | 20  | 18  | 16  | 16  | 16  | 18  | 19  | ⌀ | 18,3 |
| Mittl. Tagesmin. (°C) | 15  | 16  | 15  | 13  | 11  | 11  | 9   | 9   | 10  | 11  | 13  | 14  | ⌀ | 12,2 |
|                       |     |     |     |     |     |     |     |     |     |     |     |     |   |      |
| Niederschlag (mm)     | 2   | 2   | 6   | 1   | 0   | 1   | 0   | 0   | 0   | 0   | 1   | 0   | Σ | 13   |
|                       |     |     |     |     |     |     |     |     |     |     |     |     |   |      |
| Sonnenstunden (h/d)   | 7   | 7   | 7   | 8   | 8   | 8   | 8   | 7   | 6   | 7   | 7   | 6   | ⌀ | 7,2  |
|                       |     |     |     |     |     |     |     |     |     |     |     |     |   |      |
| Regentage (d)         | 0   | 1   | 0   | 1   | 0   | 0   | 0   | 0   | 0   | 0   | 0   | 0   | Σ | 2    |
|                       |     |     |     |     |     |     |     |     |     |     |     |     |   |      |
| Wassertemperatur (°C) | 15  | 16  | 17  | 16  | 15  | 14  | 14  | 13  | 12  | 13  | 14  | 15  | ⌀ | 14,5 |

| 15 |

| 16 |

| 15 |

| 13 |

| 11 |

| 11 |

| 9 |

| 9 |

| 10 |

| 11 |

| 13 |

| 14 |

| 15 |

| 16 |

| 15 |

| 13 |

| 11 |

| 11 |

| 9 |

| 9 |

| 10 |

| 11 |

| 13 |

| 14 |

## Geschichte

Swakopmund um 1910

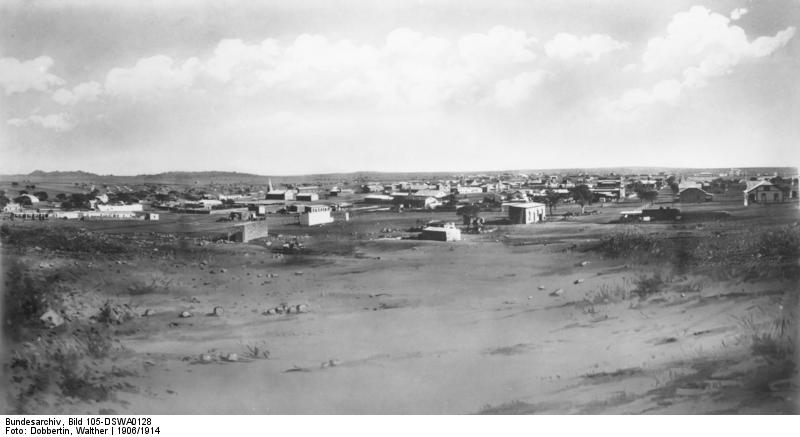
Swakopmund um 1914

Historische Bedeutung erlangte die Stadt unter der deutschen Kolonialverwaltung als Teil der Kolonie Deutsch-Südwestafrika und als wichtigster Hafen für Einwanderer aus Deutschland. Lüderitz lag zu weit abseits der Wege in das Landesinnere und der eigentlich geeignetere Naturhafen von Walvis Bay stand unter britischer Verwaltung. Die Briten hatten jedoch 1889 damit gedroht, den Durchmarsch deutscher Truppen durch ihr Gebiet nicht mehr zu gestatten.
Der Swakop wurde 1824 von der H.M.S. Espiègle entdeckt. Lieutenant Ruxton untersuchte den Fluss 1845 und stellte dabei unter anderem fest, dass auch bei Trockenheit unter der Oberfläche Wasser fließt.
Das Kanonenboot Wolf setzte 1885 einen Flaggenstock und eine Tafel mit der Inschrift „Vom 26.° s.Br. bis 18° s.Br. mit Ausschliessung des Walfischbaygebietes unter Protektorat des Deutschen Reiches.“ Große Schwierigkeiten beim Landgang hatte der Kommandant des Kanonenbootes Habicht im April 1886 südlich der Swakopmündung. Günstige Bedingungen fand hingegen der Kapitän eines Woermann-Dampfers bei seinem Landgang Ende 1889 nördlich der Mündung.
Curt von François hielt erstmals bei einem Patrouillenritt vom 27. September bis 6. Oktober 1889 im Gebiet des Swakopmündung nach einer Landungsstelle Ausschau. Der deutsche Kreuzer IV. Klasse Falke errichtete hier im August 1892 eine Bake. Curt von François hielt sich nach eigenen Angaben vom 2. September bis 2. Oktober 1892 in Swakopmund auf und ließ in der Nähe der Bake ein Stationsgebäude für 20 Mann und einen 20 Meter langen Lagerraum errichten. Bei seinem Besuch im November 1892 unternahm er erste Probefahrten und machte zwei zum Landen geeignete Stellen aus. Am 26. Januar 1892 kam erneut der Kreuzer Falke, dieses Mal mit einem Landungsboot, und befand eine Stelle als geeignet für den Hafen.
Im März 1893 landeten hier erstmals, unter abenteuerlichen, weil lebensgefährlichen Umständen, 225 Soldaten befehligt von Kurd Schwabe als Verstärkung für die bis dato zahlenmäßig geringere Schutztruppe. Davon fielen zwei Mann wenige Wochen später beim ersten Gefecht der Kolonialmacht in Deutsch-Südwestafrika, dem Massaker von Hornkranz, als von François den Wohnsitz des aufständischen Nama-Führers Hendrik Witbooi überfallen ließ, wobei mindestens 80 Menschen getötet wurden.

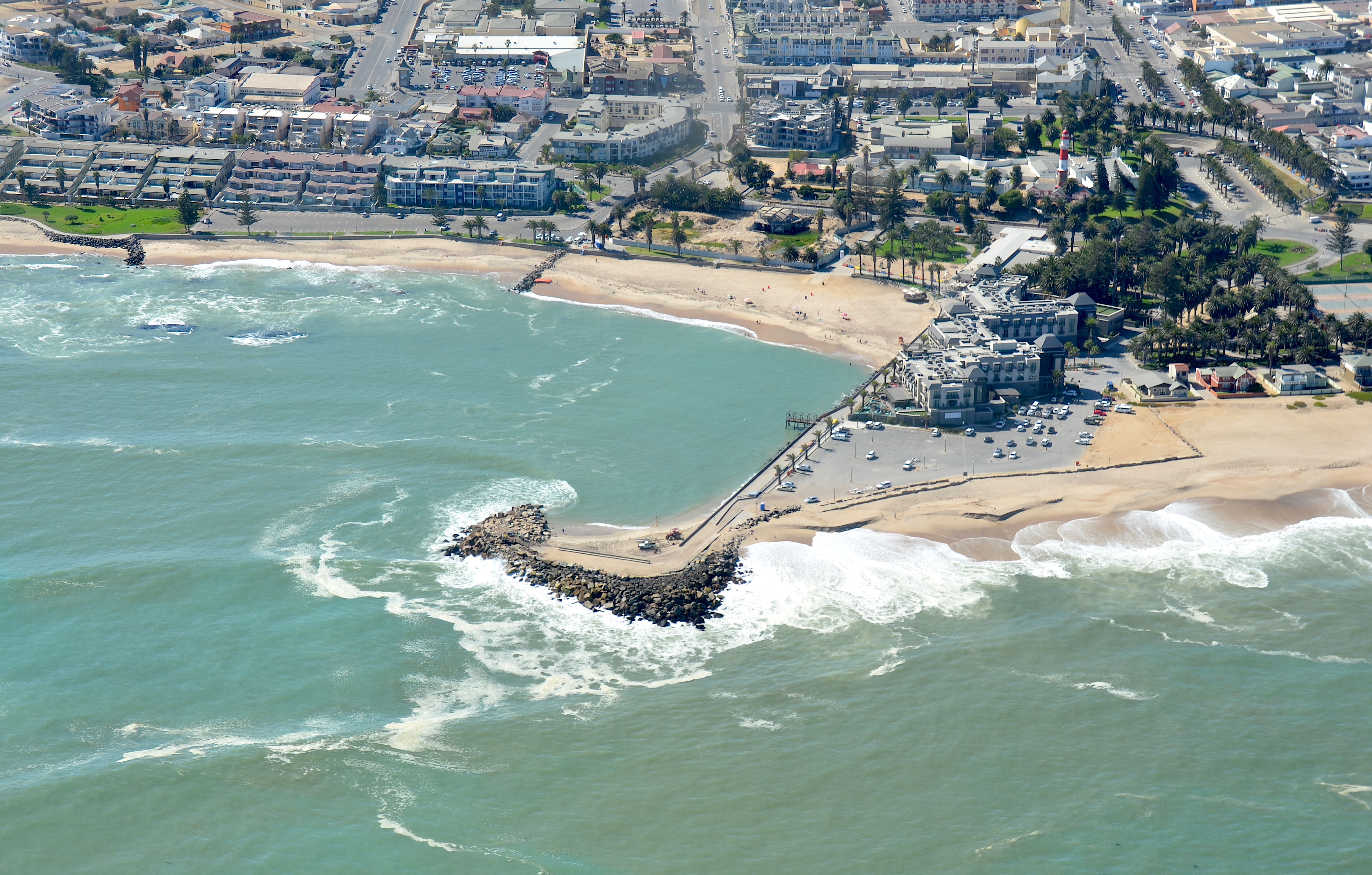
Die Mole in Swakopmund

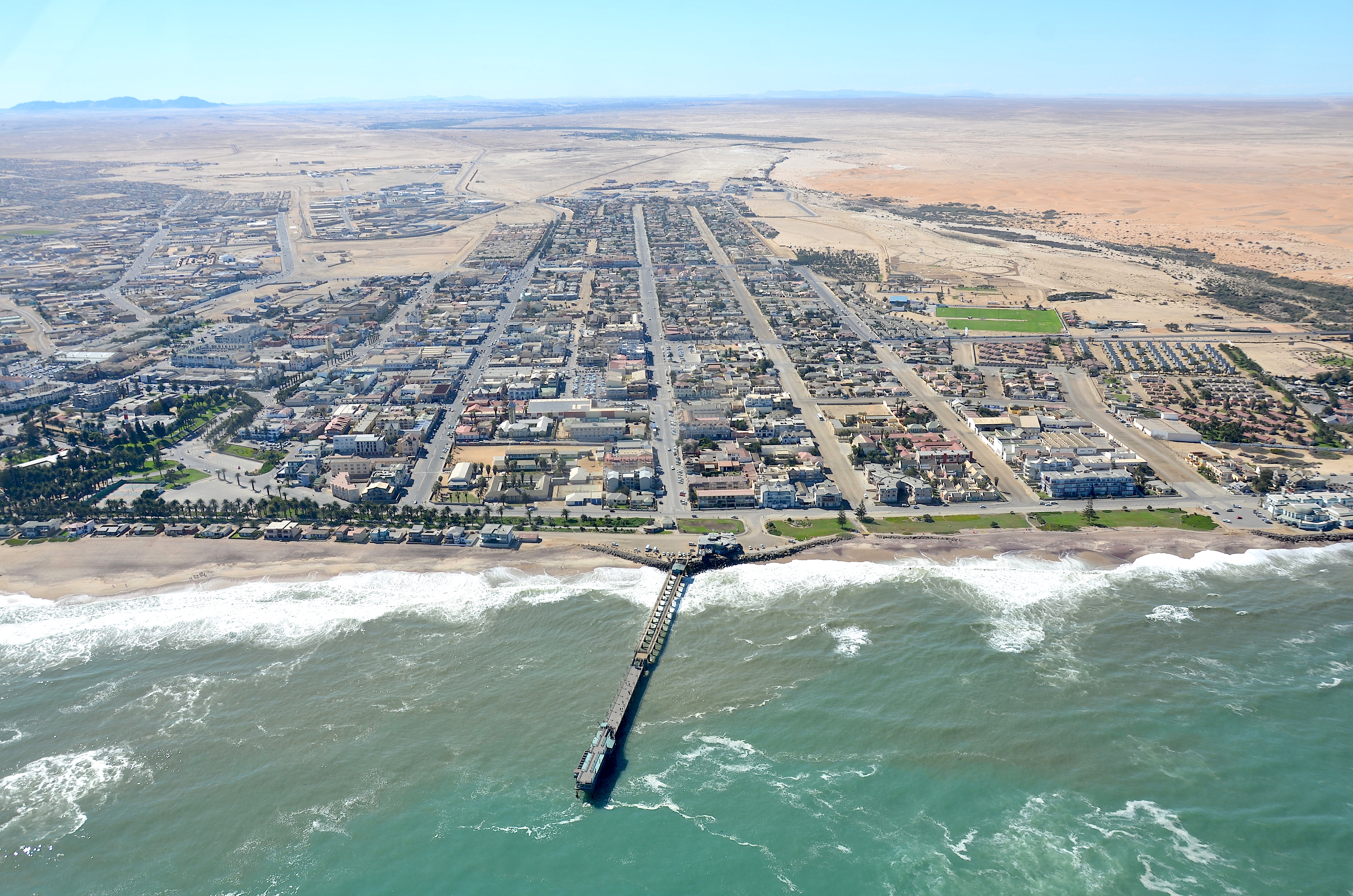
Die Seebrücke (Jetty) aus der Vogelperspektive (2017)

Die Deutschen legten einen mit hohen Kosten verbundenen künstlichen Hafen (Mole) an, um von See her den Nachschub für das Landesinnere heranschaffen zu können. Es wurde ein Kaiserliches Hafenbauamt eingerichtet, das mit dem Schiff Pionier und dem Schwimmbagger Bagger III den Hafen nutzbar hielt. 1902 wurde mit dem Bau eines Leuchtturmes und einer Landungsbrücke begonnen. Die Seebrücke war zunächst aus Holz errichtet. Im Jahr 1912 wurde sie neu aus Eisen gebaut. Heute wird sie von den Swakopmundern Jetty genannt.
Die Hamburger Reederei Woermann nahm 1894 ihren regelmäßigen Frachtverkehr auf. In den kommenden Jahren wurde alles, was von der deutschen Kolonie Deutsch-Südwestafrika benötigt wurde, über Swakopmund eingeführt. Am 13. April 1899 konnte die erste Telegraphendienststelle im internationalen Dienst eröffnet werden. Von da an begann der Bau umfangreicher Telegraphenlinien in der Kolonie. Am 20. Juni und 1. Juli 1902 wurde die erste deutsch-südwestafrikanische Eisenbahn von Swakopmund nach Windhoek durch die dort 100 km breite Sandwüste eröffnet (382 km lang; bis auf 1637 m ansteigend). Der Bau der Gleise und Bahnhöfe in Swakopmund und Windhoek war durch Eisenbahntruppen aus dem Deutschen Reich begonnen worden.
1907 kam der deutsche Politiker Wilhelm Külz nach Swakopmund, um in der Kolonie die Kommunale Selbstverwaltung einzuführen. 1909 erhielt Swakopmund schließlich das Stadtrecht und am 4. Februar 1912 endlich auch eine Küstenfunkstelle.
Am 23. und 24. September sowie am 30. Oktober 1914 wurde Swakopmund durch britische Hilfskreuzer beschossen. Das deutsche Schutzgebiet wurde mit der Besetzung durch südafrikanische Truppen 1914 für zwei Jahre ein Nebenkriegsschauplatz des Ersten Weltkrieges, 1919 ein Mandatsgebiet des Völkerbundes und unter die Verwaltung der Südafrikanischen Union gestellt.
Nach der Unabhängigkeit des Landes im Jahre 1990 hat der Gemeinderat Swakopmunds viele der ursprünglichen deutschen und afrikaansen Straßennamen zu Namen geändert, die hauptsächlich schwarzer Namibier gedenken.
Im Juli 2009 änderte die Stadtverwaltung nach knapp 37 Jahren das Wappen von Swakopmund. Die im Herzschild gezeigte schwarz-weiß-rote deutsche Reichsflagge wurde durch das Wappen Namibias ersetzt. Zudem wurde der Dreidorn durch eine Welwitschie ersetzt.
2015 wurde im Stadtteil Matatura zur Erinnerung an den Völkermord an den Herero und Nama das Swakopmund Genocide Museum gegründet.

## Bevölkerung
Obwohl nur noch etwa zwei Prozent der Einwohner deutscher Abstammung sind, ist ihr Einfluss auf das Stadtleben nicht zu verkennen. Swakopmund gilt bis heute als „deutscheste“ Stadt Namibias, woran auch die Umbenennung einer Reihe der ursprünglich deutschen Straßennamen in „zeitgenössisch afrikanische“ wenig geändert hat. Die einzigartige Mischung aus deutsch geprägtem Seebad, afrikanischer Bevölkerung und imposanter Dünenlandschaft machen Swakopmund zu einem beliebten Ziel für Gruppenreisende und Individualtouristen. Auch Bewohner der Hauptstadt Windhoek fliehen gerne während der großen Hitze im Sommer hierher, wovon auch die rege Bautätigkeit zeugt, die Swakopmund in den letzten Jahren nach Norden hat wachsen lassen.

## Politik
Die Gemeindeverwaltung von Swakopmund sitzt im Gebäude der Stadtverwaltung Swakopmund.
Bei den Kommunalwahlen 2020 wurde folgendes amtliche Endergebnis ermittelt.
| Partei                                 | Stimmen  | Sitze |
| -------------------------------------- | -------- | ----- |
| IPC                                    | 3458 NEU | 3 NEU |
| SWAPO                                  | 2745 ▼   | 3 ▼   |
| Swakopmund Residents Association (SRA) | 1557 ▲   | 2 ▲   |
| LPM                                    | 1059 NEU | 1 NEU |
| UDF                                    | 641 ▼    | 1 ▬   |
| Insgesamt                              | 10.557 ▲ | 10    |

## Verwaltungsgliederung
Stadtteile bzw. Vorstädte von Swakopmund sind:
- Kramersdorf mit Dunes
- Matutura
- Meile 4
- Mondesa
- Tamariskia
- Vineta
- Vogelstrand
- Waterfront
- Zentral

Die meisten Bürger der Stadt leben außerhalb des Stadtzentrums in den Vororten Vineta, Tamariskia, Mondesa und Vogelstrand. In Vineta leben gutsituierte Weiß- und Schwarznamibier, Tamariskia ist das Farbigenviertel und Mondesa das 1960 ursprünglich als Apartheidreservat gegründete Viertel für Schwarznamibier. Kramersdorf und Wohngebiete unmittelbar am Atlantik Richtung Norden werden vor allem von Wohlhabenden bewohnt.

## Städtepartnerschaften
Quelle u. a.:
- Florianópolis
- Gießen (Projektpartnerschaft seit Dezember 2023)[19][20]
- KwaDukuza (seit 2013)[21]
- Malmö
- Okakarara (seit 2007)[22]
- Oranjemund (seit 2017)
- Scharm El-Scheich
- Tianjin
- Walvis Bay
- Yiwu

## Kultur und Sehenswürdigkeiten

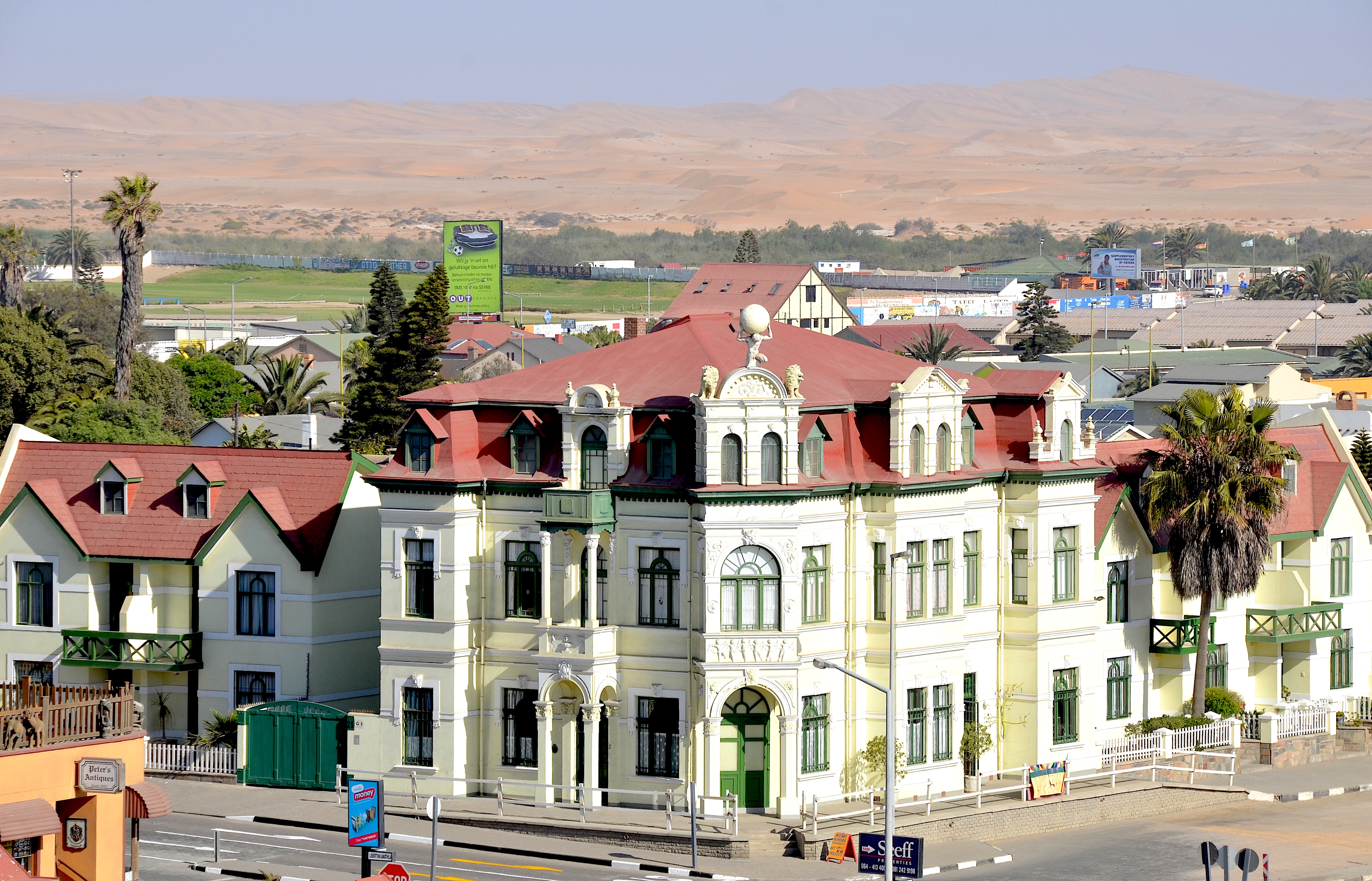
Hohenzollernhaus mit Blick zu den Dünen

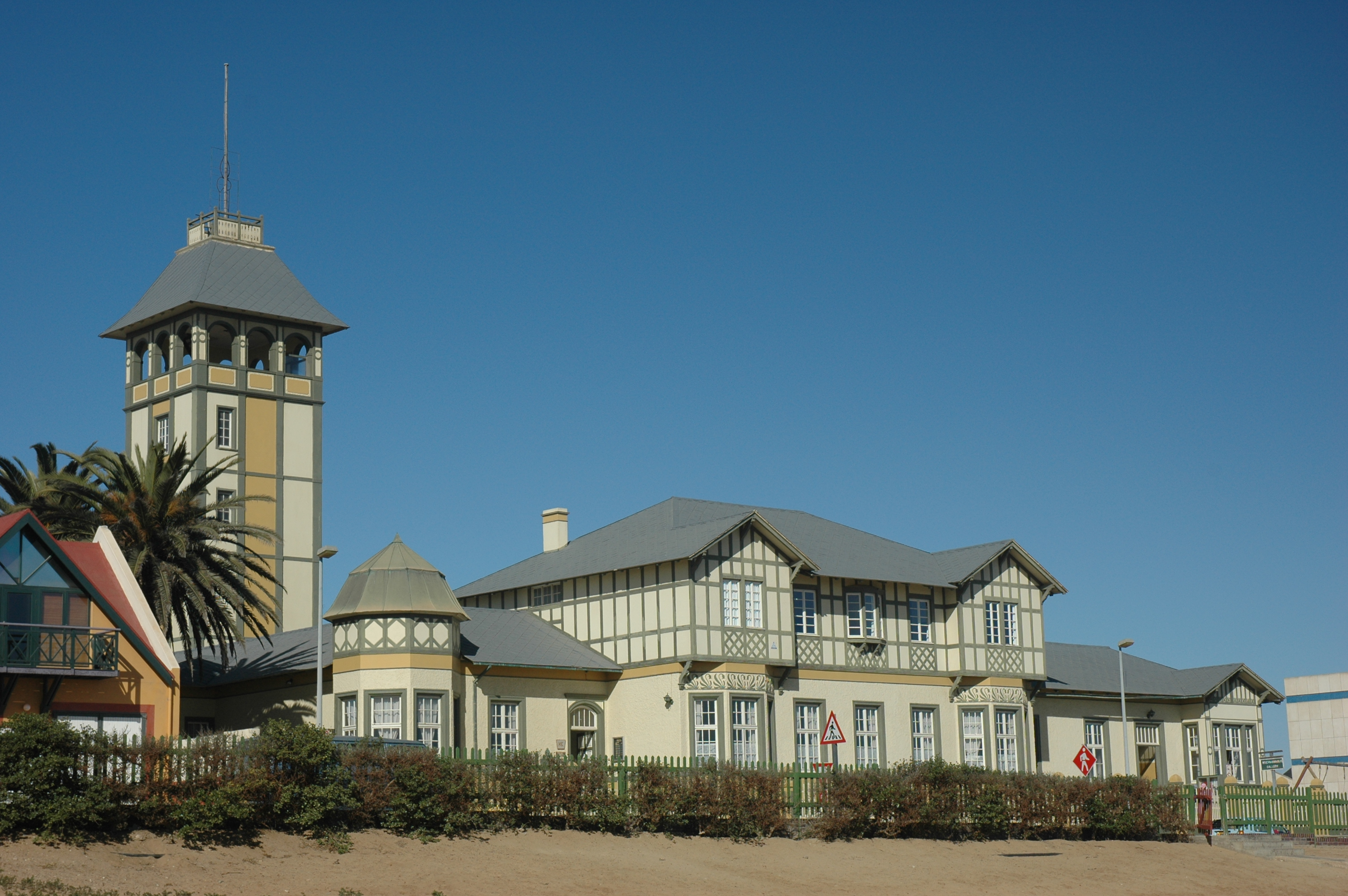
Das Woermannhaus

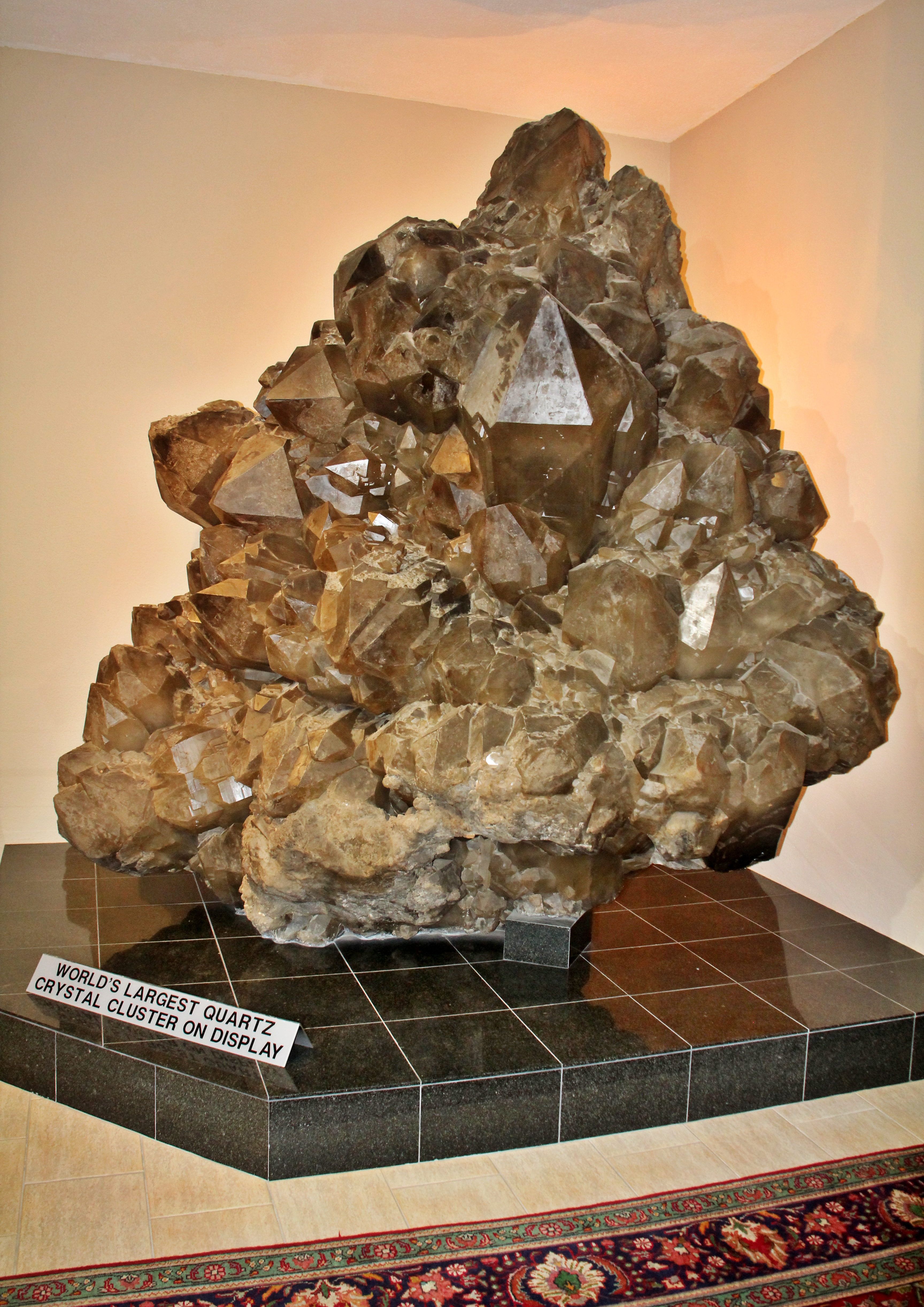
Der größte ausgestellte Quarzkristall der Welt

Das Swakopmund Museum zeigt Exponate zur Archäologie, Mineralogie, Botanik, Ur- und Frühgeschichte und der deutschen Kolonialgeschichte. Daneben gibt es eine Ausstellung über die Menschen Namibias. Nicht weit davon entfernt steht der Leuchtturm Swakopmund als Wahrzeichen der Stadt.
Baden im nahen Südatlantik ist zwar möglich, aber doch nur besonders abgehärteten Sportlern zu empfehlen, da der kalte Benguelastrom dafür sorgt, dass die Wassertemperaturen 15 °C nur selten überschreiten. Trotzdem finden sich täglich ältere Herrschaften bei morgendlichem Bad in teilweise beeindruckenden Wellen.
Weitere besondere Sehenswürdigkeiten in geringer Entfernung vom Strand sind das „Marinedenkmal“, das alte Gefängnis, das alte Amtsgericht (1906), das ehemalige Bezirksgericht und heutige Sommersitz des namibischen Präsidenten, die Kristallgalerie (ein neu erbautes Mineralienmuseum), die Einkaufspassage an der Sam-Nujoma-Allee, das Hohenzollernhaus, die Pionierkaserne von 1905 und das ehemalige Lazarett an der gleichnamigen Straße, das Woermannhaus und der alte Bahnhof von 1901, ein ebenfalls von der deutschen Schutztruppe ganz im Stil der damaligen Zeit erbauter Zweckbau, der jedoch zum Luxushotel umgebaut wurde und heute Zentrum einer Casino- und Unterhaltungsanlage ist. Ein weiteres historisch interessantes Gebäude ist die „Ritterburg“, die nach Theodor Ritter benannt wurde. Dieser leitete von hier aus zwischen 1905 und 1908 die Geschäfte der Woermann-Linie. Die Ritterburg, damals ideal gelegen auf einer hohen Düne in der Nähe der Landungsbrücke, gab einen guten Überblick auf die offene Atlantikküste. Später war die Ritterburg viele Jahre ein Schülerheim, heute (Stand Juli 2018) sind hier die Büros der Naturschutzbehörde untergebracht. Zudem befindet sich im Zentrum das Nationalquarium von Namibia und der Living-Desert-Schlangenpark.
Sehenswert ist auch die 1911 erbaute Kirche und das Pfarrhaus der Deutschen Lutherischen Gemeinde im neobarocken Stil. Sonntags finden dort Gottesdienste in deutscher Sprache statt.

Am östlichen Stadtrand, nahe der Nationalstraße B2, steht ein altes Lokomobil. Es war dazu gedacht, Versorgungsgüter ins Landesinnere zu bringen. Aufgrund von Wassermangel und wohl auch wegen technischer Probleme blieb das Lokomobil am Stadtrand stehen. Das brachte ihm den Namen Martin Luther ein, da dieser beim Reichstag zu Worms gesagt haben soll: „Hier stehe ich, ich kann nicht anders“. Das Lokomobil steht jetzt nicht mehr wie einst unter freiem Himmel, sondern nach der Restaurierung in einer eigens errichteten Halle. 
Mit The Dome verfügt Swakopmund über die größte Sport- und Veranstaltungshalle Namibias.

### Sehenswertes in der Umgebung
- Welwitschiaroute

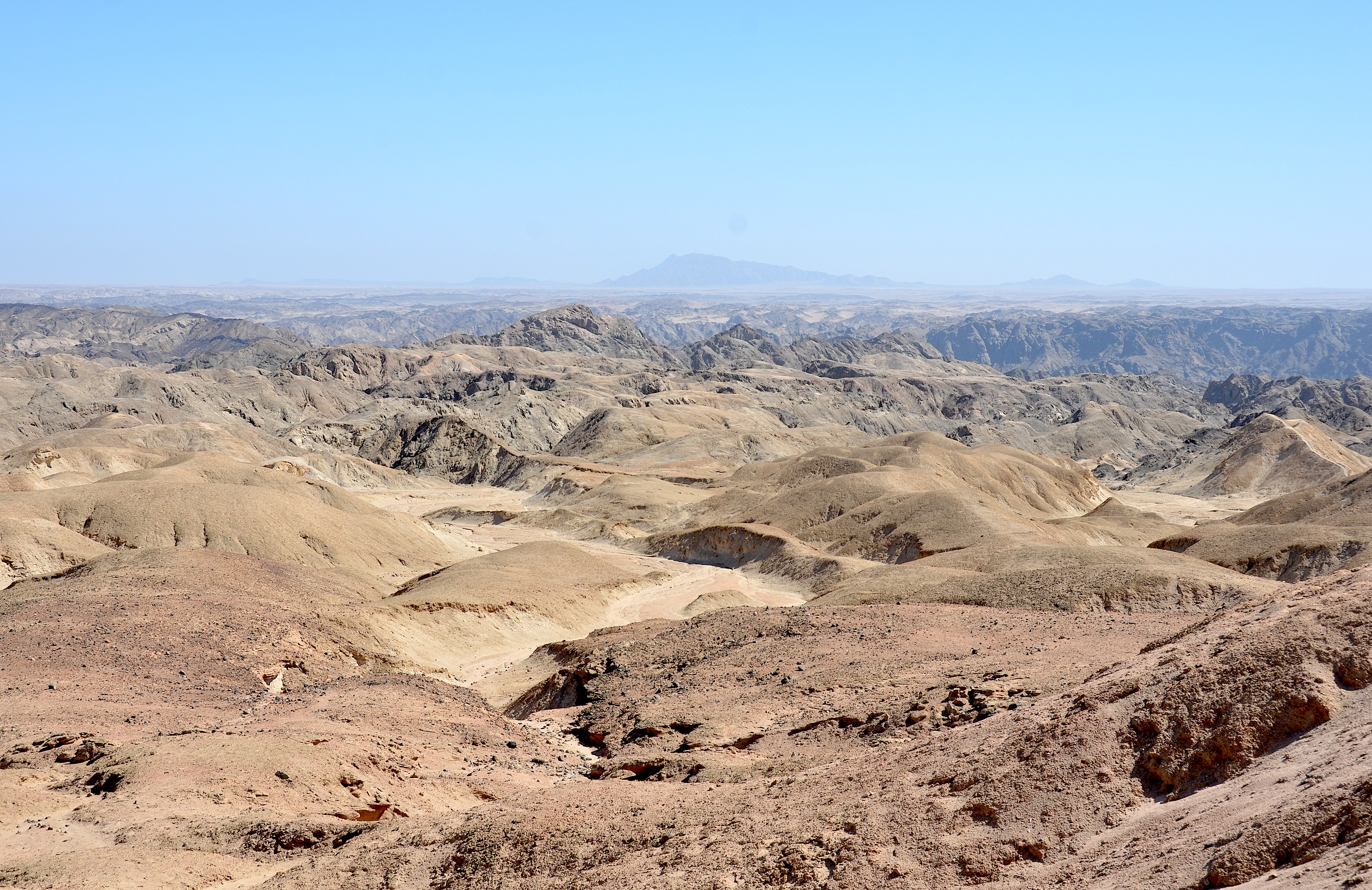
Mondlandschaft im Swakoptal (2014)

- Rössingmine, die größte Uranmine der Welt. Sie liegt an der Nationalstraße B2, etwa 70 Kilometer östlich von Swakopmund.
- Henties Bay
- Mondlandschaft im Swakoptal
- Namibwüste
- Oase Goanikontes
- Sandwich Harbour
- Vogelfederberg, ein 60 Meter hoher Inselberg, etwa 50 Kilometer östlich von Walvis Bay an der Hauptstraße C14
- Walvis Bay

## Wirtschaft und Infrastruktur

### Wirtschaft

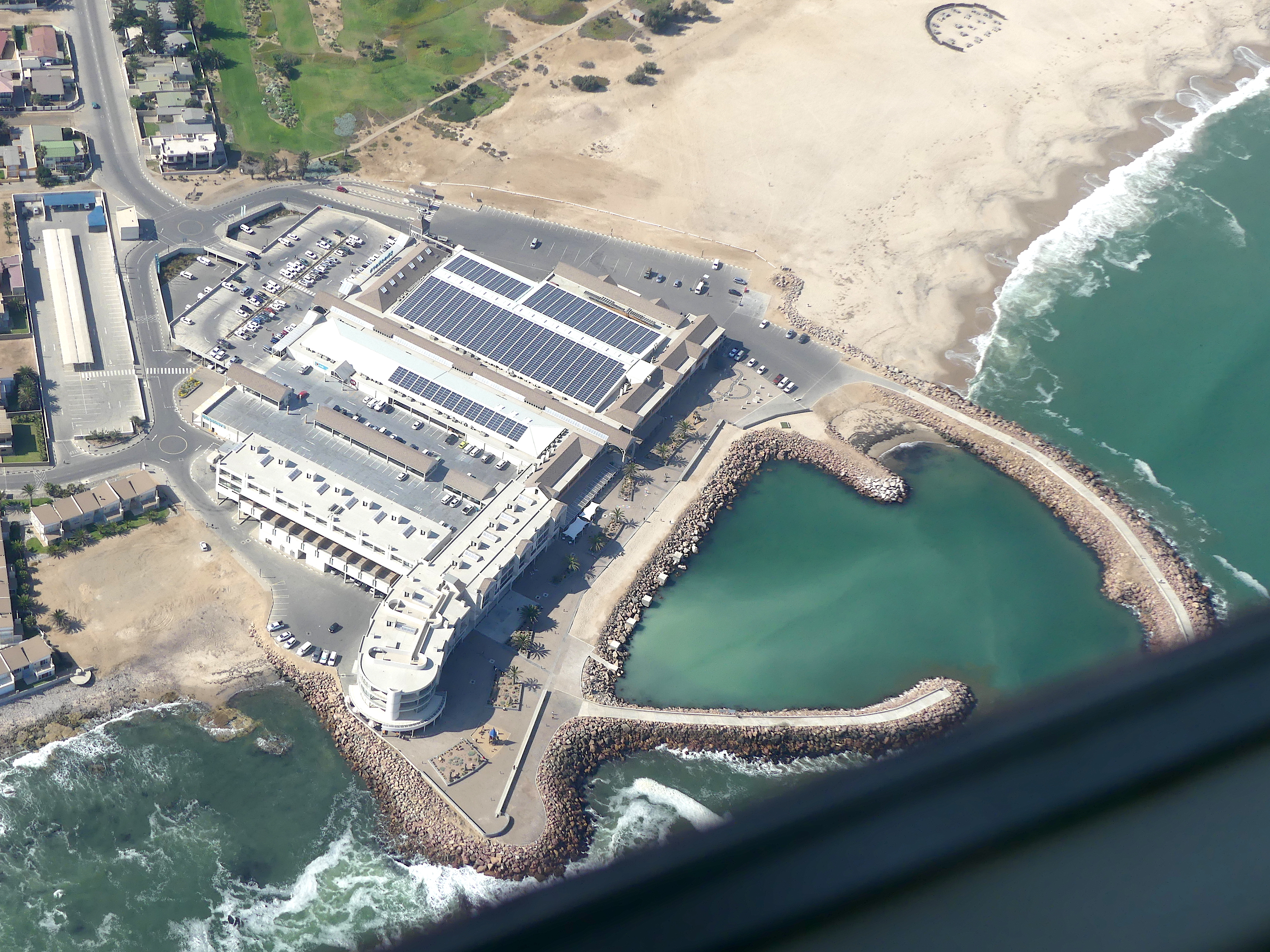
Modernes Einkaufszentrum Platz am Meer

Swakopmund gilt als Fremdenverkehrsort und hat vor allem während der Sommermonate Dezember und Januar eine rege Hauptsaison. Dabei ist der Tourismussektor und der damit verbundene Handel der wohl wichtigste Zweig der Swakopmunder Wirtschaft, gespeist nicht nur durch die zahlreichen Touristen vor allem aus Europa, sondern auch durch den innernamibischen Tourismus und den Umstand, dass Swakopmund dank seiner günstigen klimatischen Verhältnisse ein bevorzugtes Refugium für viele namibische oder südafrikanische Ruheständler ist. 2011 sollte das Strand Hotel als Fünf-Sterne-Haus eröffnet werden, jedoch wurde der Bau bis auf Weiteres verschoben. Es wäre neben dem Swakopmund Hotel und Hansa Hotel eines der Luxushotels der Stadt.
Der Haushalt der Stadt beträgt für das Finanzjahr 2011/2012 267,7 Millionen Namibia-Dollar.
Im August 2012 stellte die namibische Regierung zwischen Wlotzkasbaken und Swakopmund ein 700 Hektar großes Gebiet zur Errichtung eines seit April 2011 von der Unternehmensgruppe Gecko Namibia geplanten Industrieparks zur Verfügung. Dort soll ein Chemiewerk entstehen, welches dann die Bergbauindustrie der Region mit Chemikalien versorgt. Darüber hinaus soll dort ein kleines Kraftwerk sowie eine Meerwasserentsalzungsanlage zur Strom- und Wasserversorgung der Bergbauindustrie entstehen. Weil Gecko Namibia aber in Zukunft außerdem den Abbau von Phosphat vom Meeresboden plant, häuften sich kritische Stimmen hinsichtlich des geplanten Industrieparks, so dass das Vorhaben nun erst umgesetzt werden kann, wenn eine positive Umweltverträglichkeitsstudie vorliegt. Laut Experten könnte dies noch mehrere Jahre dauern.
1968 wurde die damalige Hansa Brauerei von South West Breweries, heute Namibia Breweries, übernommen.

### Verkehr
Swakopmund ist über die gut ausgebaute, asphaltierte Nationalstraße B2, die einen Teil des in Walvis Bay beginnenden und bis nach Johannesburg in Südafrika führenden Trans-Kalahari-Highway bildet, mit Windhoek und über die Swakopbrücke mit der benachbarten Hafenstadt Walvis Bay verbunden.
Der Swakopmunder Flughafen weist keinen regelmäßigen Linien-Flugverkehr mehr auf. Für regionale Flugverbindungen sowie Südafrika muss auf den Flughafen Walvis Bay ausgewichen werden, der nicht mit öffentlichen Verkehrsmitteln an Swakopmund angebunden ist.
Seit 1902 ist der Bahnhof Swakopmund an der Bahnstrecke Swakopmund–Windhoek in Betrieb. Die Bahnstrecke beginnt heute bereits in Walvis Bay und basiert, wie das gesamte namibische Eisenbahnnetz, auf der Kapspur (Spurweite 1.067 mm). Einmal am Tag verkehrt ein Güterzug, der viermal pro Woche auch Passagierwaggons führt. In unregelmäßigen Abständen und vor allem nach Bedarf fährt der sogenannte Desert Express, ein touristischen Zwecken dienender Luxuszug, u. a. auch in die Hauptstadt.

### Bildung

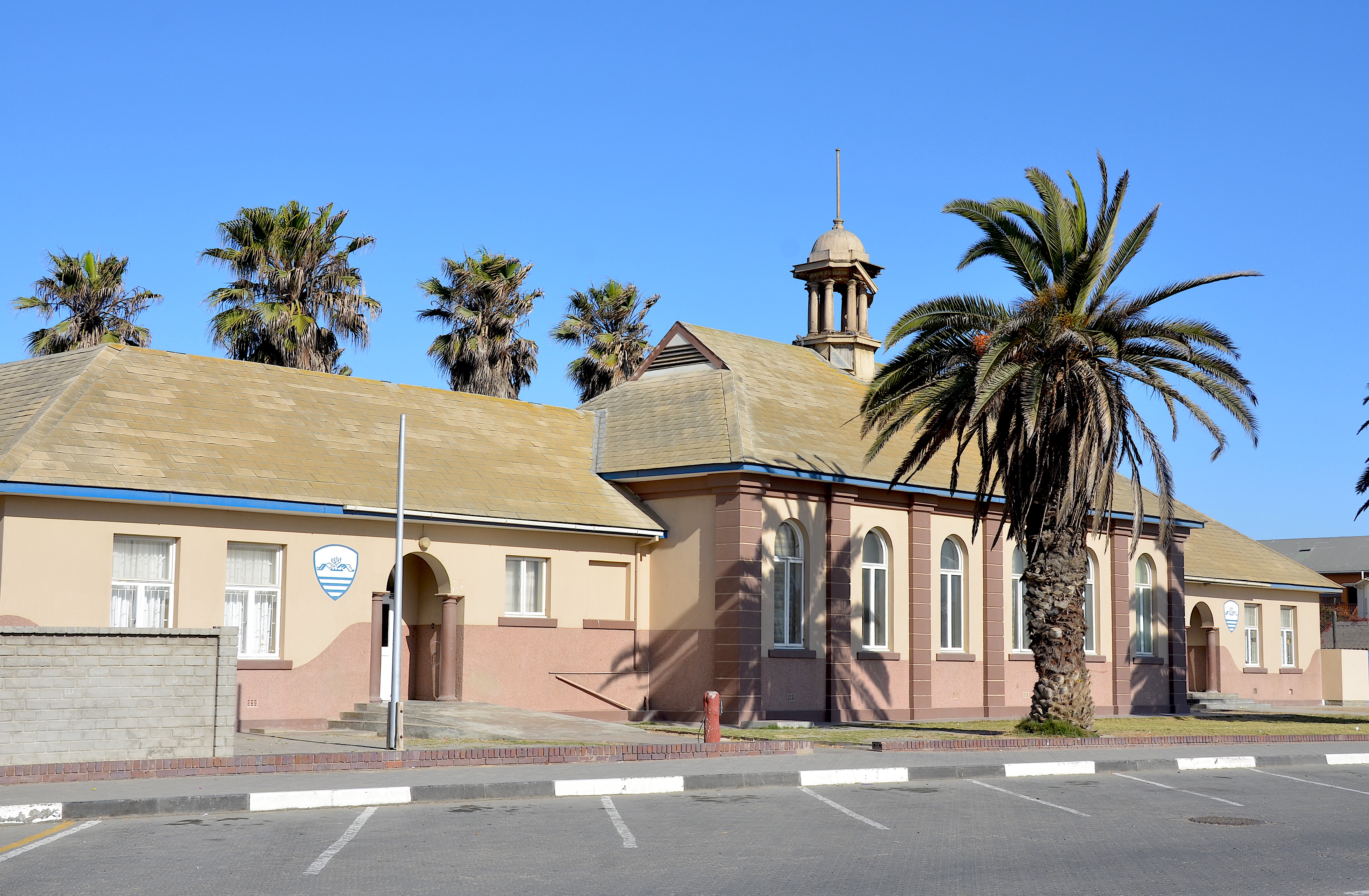
Namib Primary School (2014)

Mit Stand Mai 2025 gibt es in Swakopmund 28 staatliche und private Schulen, darunter:
- Namib High School (bis 1997 Deutsche Oberschule Swakopmund) – gegründet 1913
- Namib Primary School (bis 1997 Deutsche Grundschule Swakopmund)[28] – gegründet 1913
- Privatschule Swakopmund[29]
- Pro-Ed Academy[30]

In Swakopmund befindet sich das Private Deutsche Schülerheim Swakopmund, das als Unterkunft für Schüler vor allem der ehemaligen beiden deutschen Schulen bis 2018 fungiert. Es wird vom Deutschen Schulverein Swakopmund betrieben und beheimatet (Stand 2025) u. a. einen Kindergarten.

## Persönlichkeiten

### Söhne und Töchter der Stadt
- Werner Schulz (1913–1947), Fußballnationalspieler
- Eberhard Kulenkampff (1927–2021), Architekt, Städtebauer und Künstler
- Klaus Nürnberger (1933–2022), deutsch-südafrikanischer Theologe
- Kosie Pretorius (1935–2017), Politiker (MAG)
- Daniel Kamho (1949–2004), Politiker (SWAPO)
- Joachim Zeller (* 1958), Historiker und Lehrer
- Bernhard Esau (* 1957), Minister
- Burgert Brand (* 1959), Geistlicher und Bischof der Evangelisch-Lutherischen Kirche in Namibia
- Martin Baumann (* 1960), Religionswissenschaftler
- Stephan Michael Schröder (* 1962), Skandinavist
- Martin Debus (* 1966), Theaterregisseur und Schauspieler
- Razundara Tjikuzu (* 1979), ehemaliger Fußballspieler von Werder Bremen, Hansa Rostock und MSV Duisburg
- Paulus „The Rock“ Ambunda (* 1980), Profiboxer
- Deon Hotto (* 1991), Fußballspieler
- Drikus Coetzee (* 1993), Straßenradrennfahrer
- Jonas Junias (* 1993), Boxer
- T-Zon (* 1993 als Christoph Albrecht Paul Thesen), Rap- und Pop-Musiker
- Shiloh Jolie-Pitt (* 2006), Schauspielerin und Synchronsprecherin

### Am Ort wirkten
Alphabetisch nach Nachname geordnet
- Hulda Rautenberg (1913–2002), Sekretärin und Journalistin, Autorin der ersten ausführlichen Stadtgeschichte
- Alfons Weber (1904–1984), Zahnarzt, Gründer des Museums, in Swakopmund gestorben

## Galerie

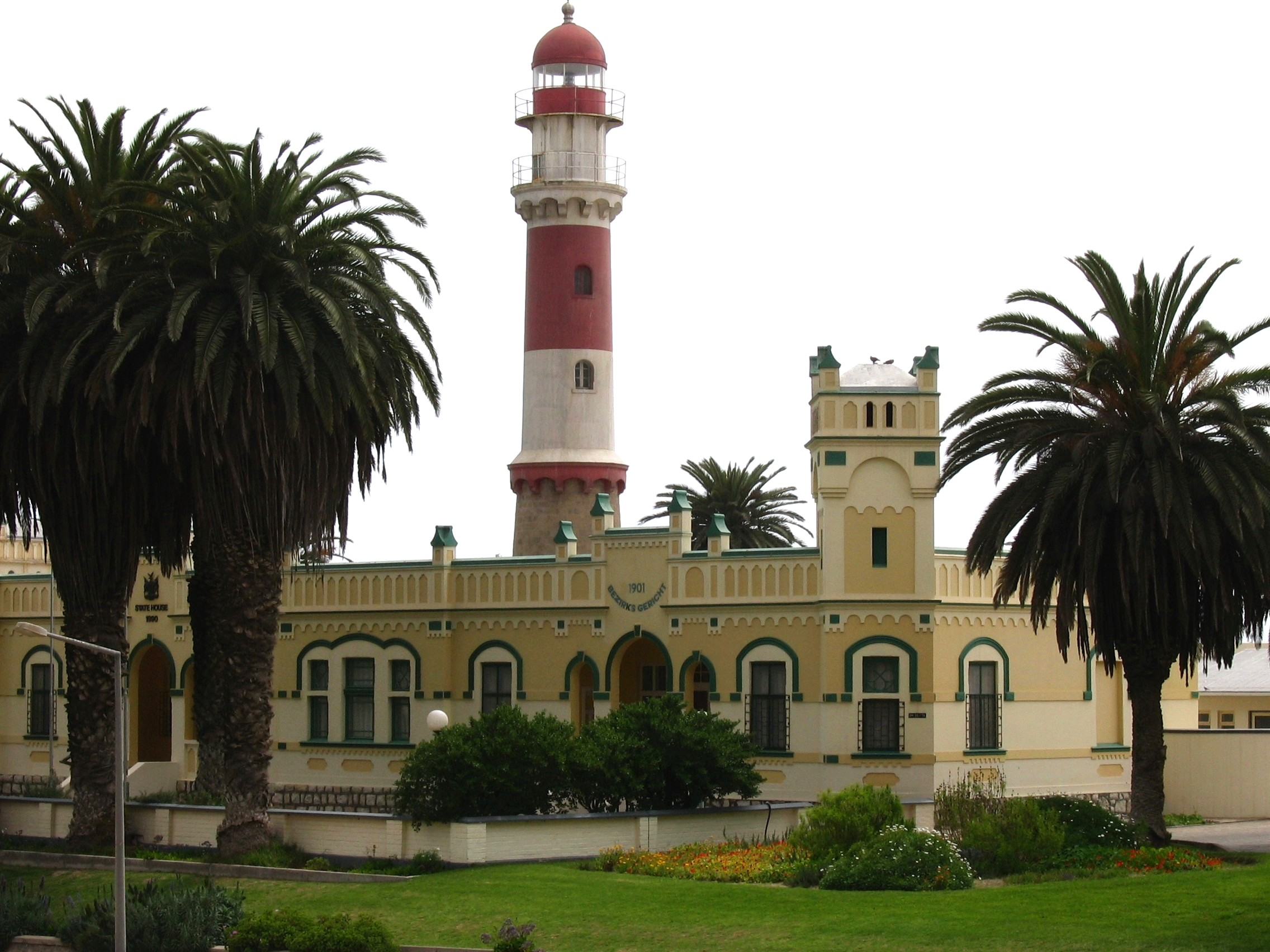
Leuchtturm & Staatshaus
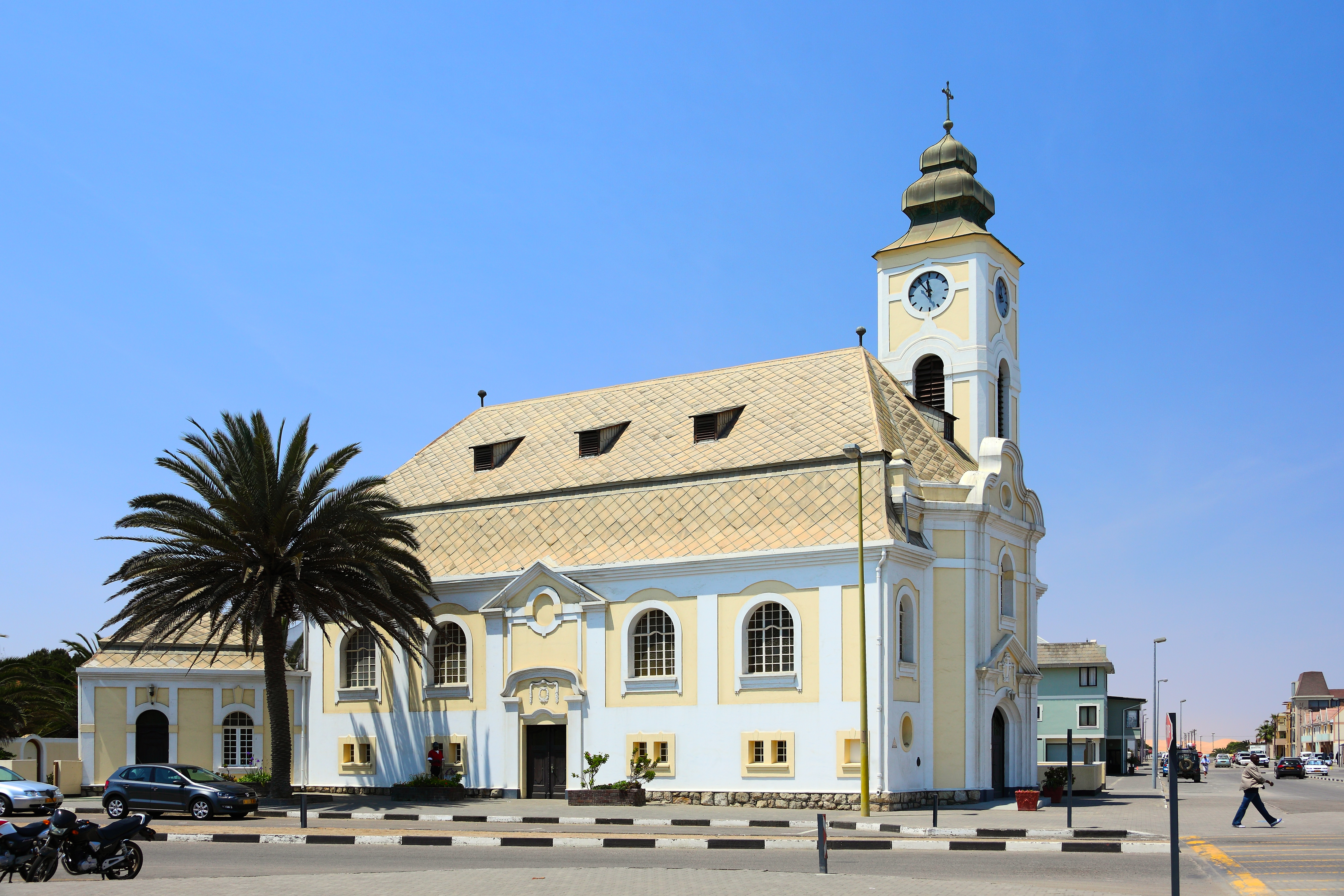
Evangelisch-Lutherische Kirche
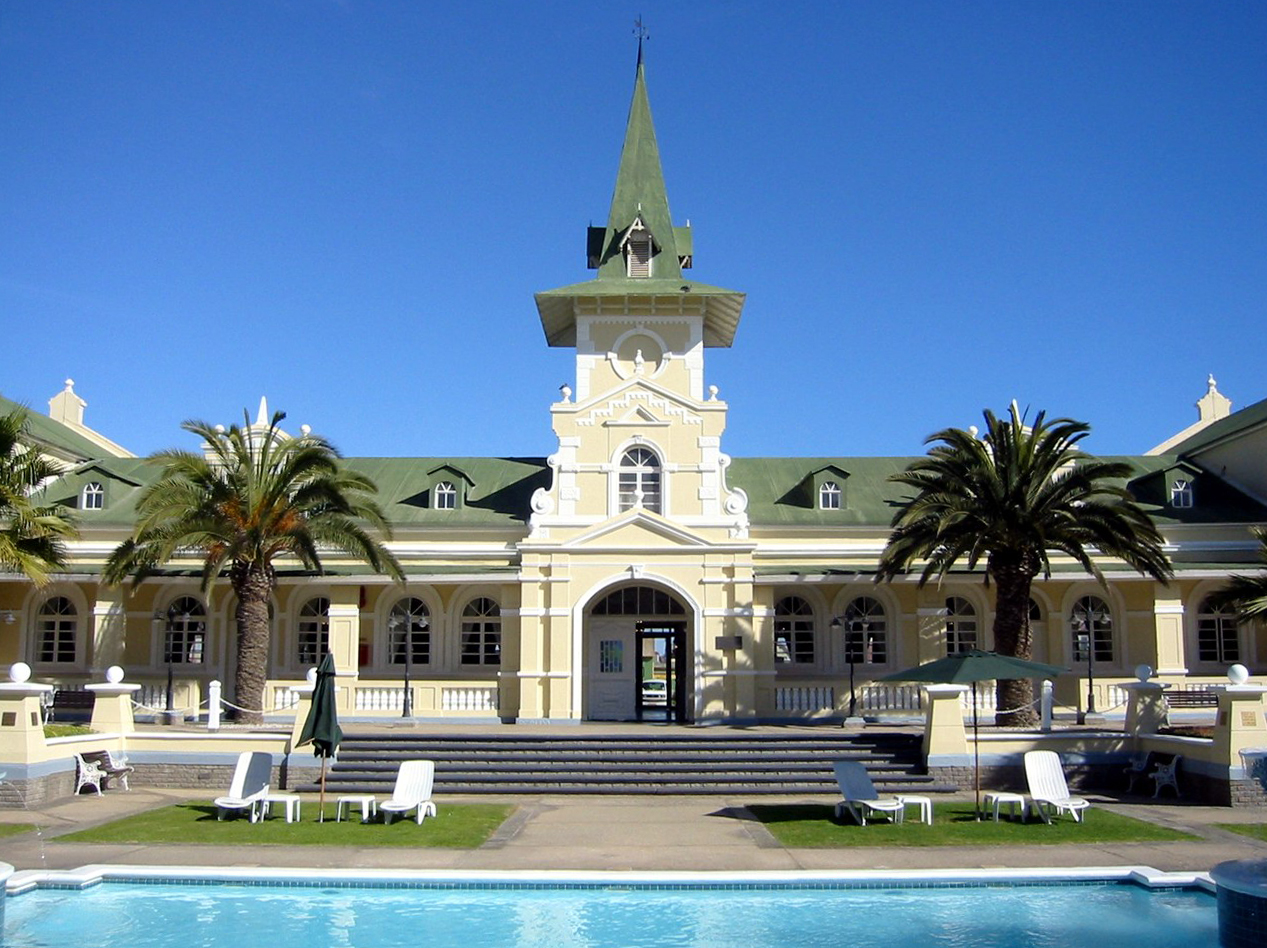
Ehemaliger Bahnhof, heute Swakopmund Hotel
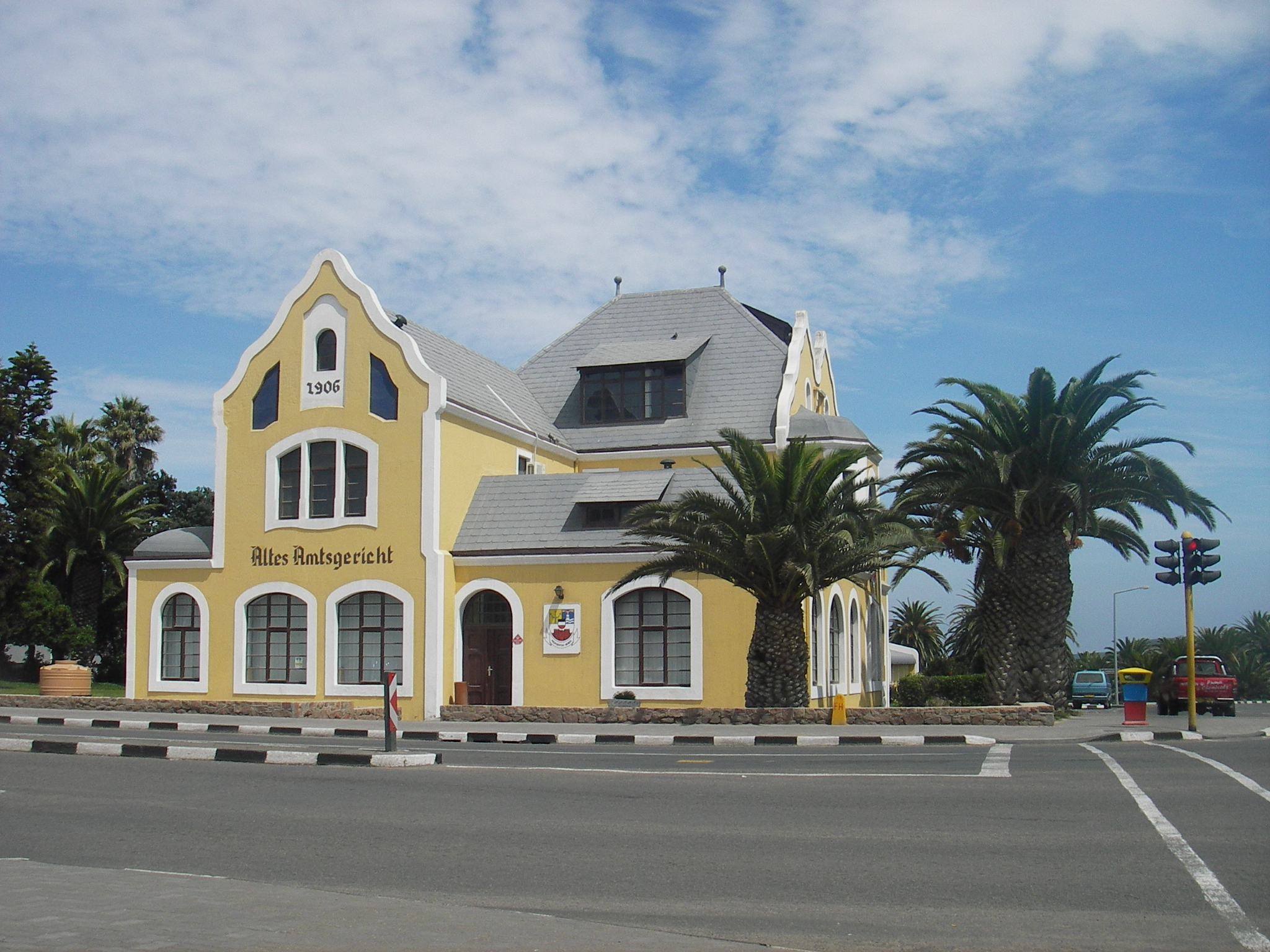
Das alte Amtsgericht
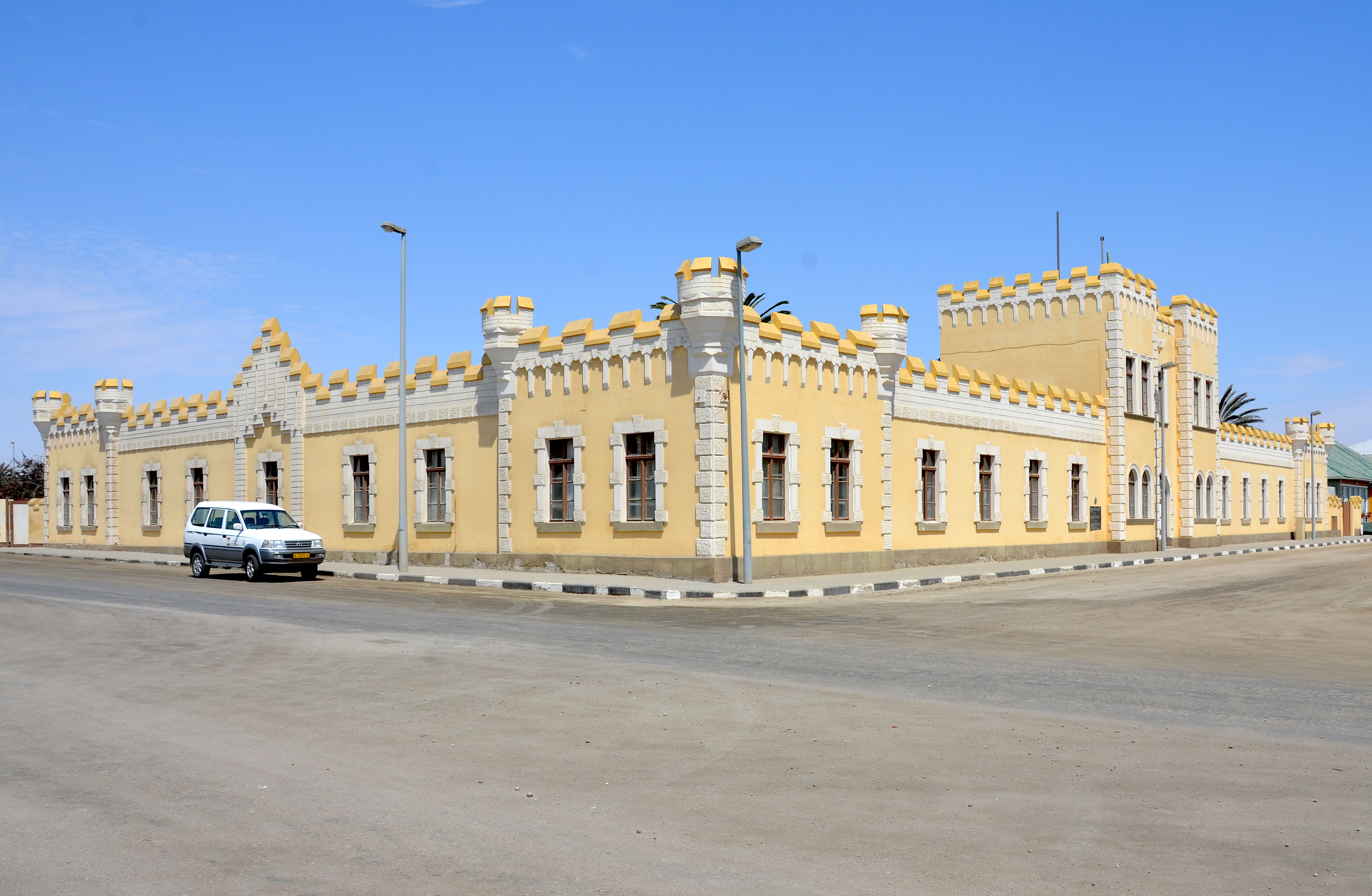
Alte Kaserne
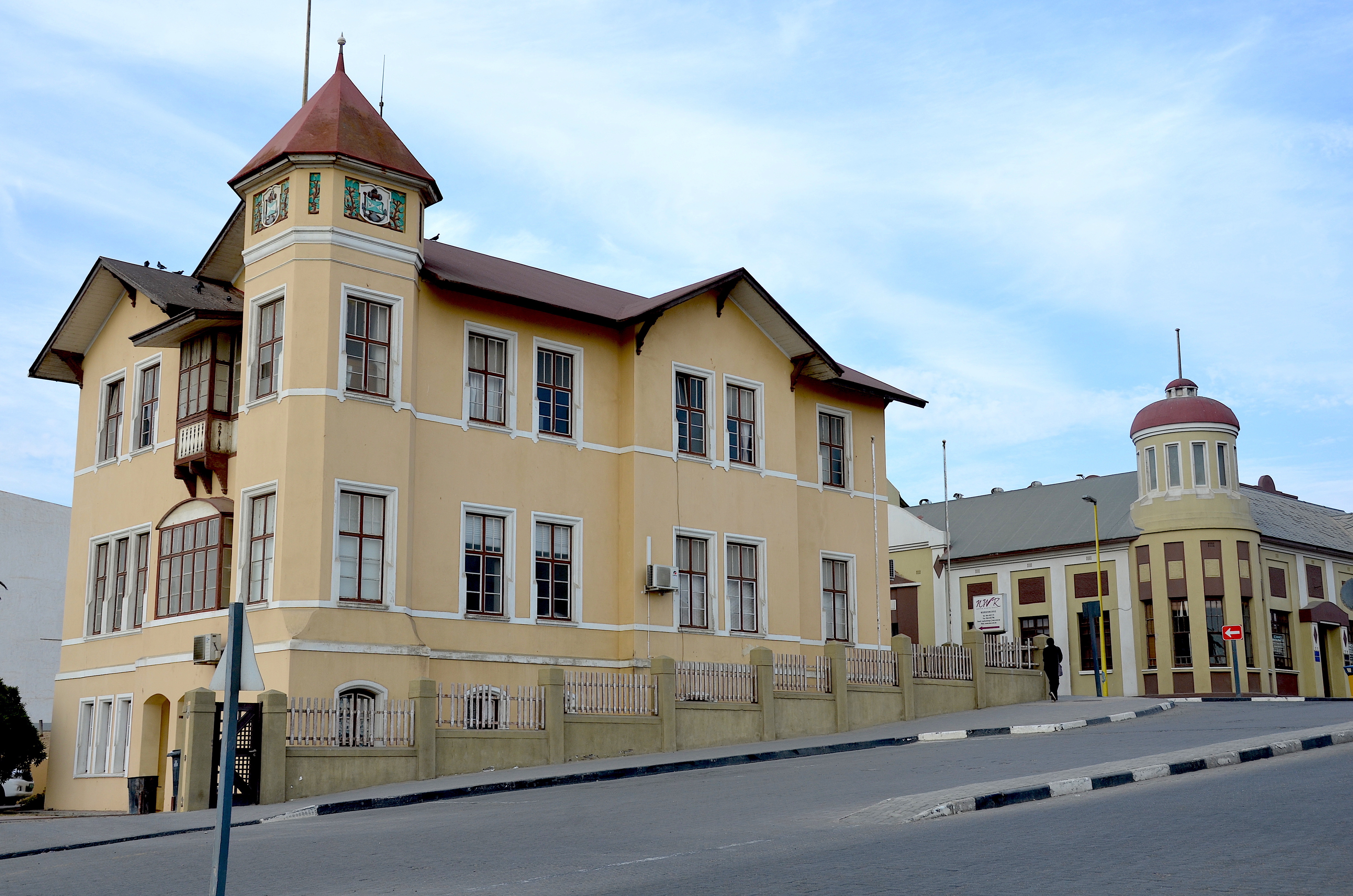
Ritterburg, dahinter das ehemalige Hotel Fürst Bismarck
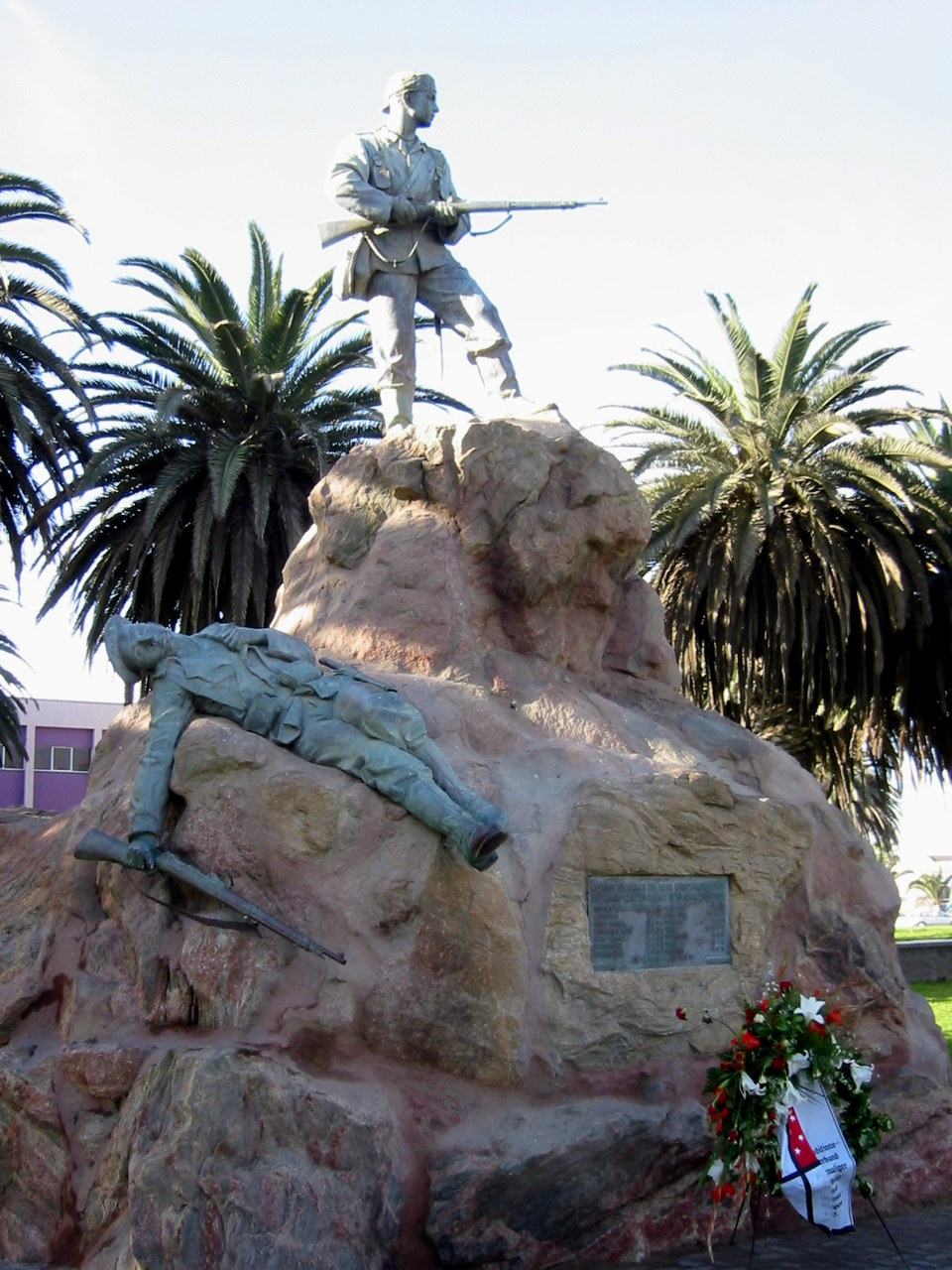
Denkmal Marineexpeditionskorps von Albert Moritz Wolff
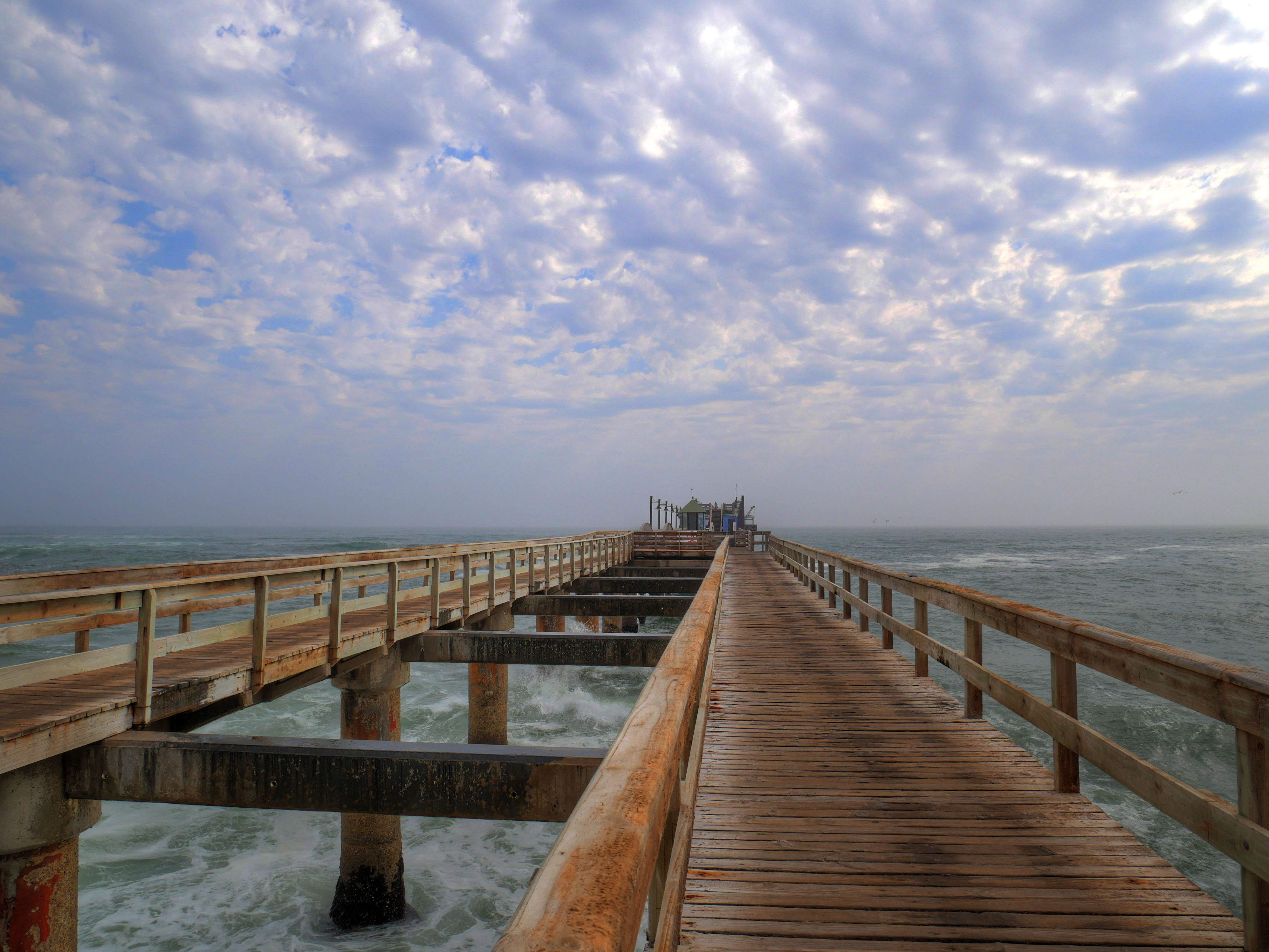
„Jetty“ in Swakopmund
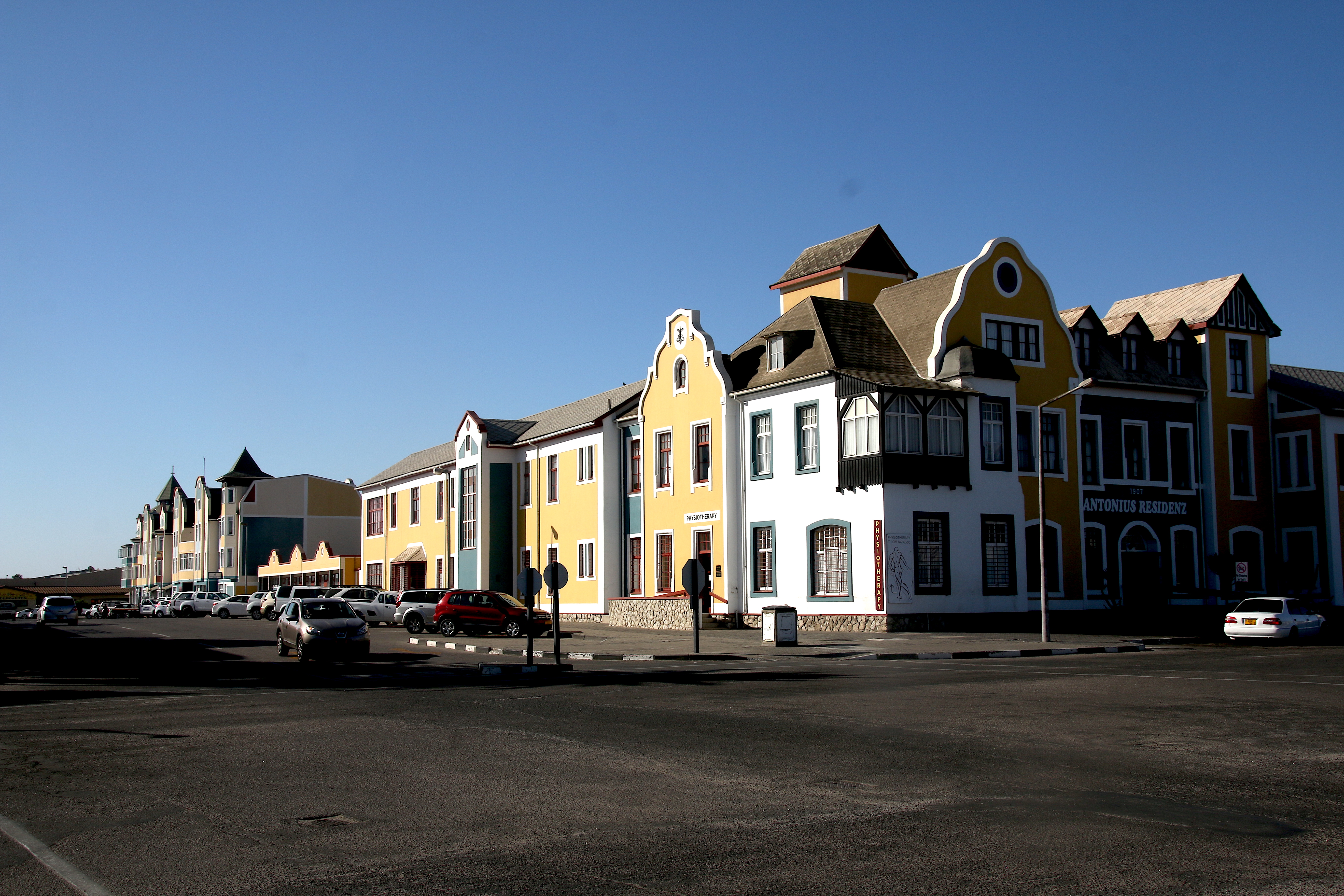
Swakopmund CBD
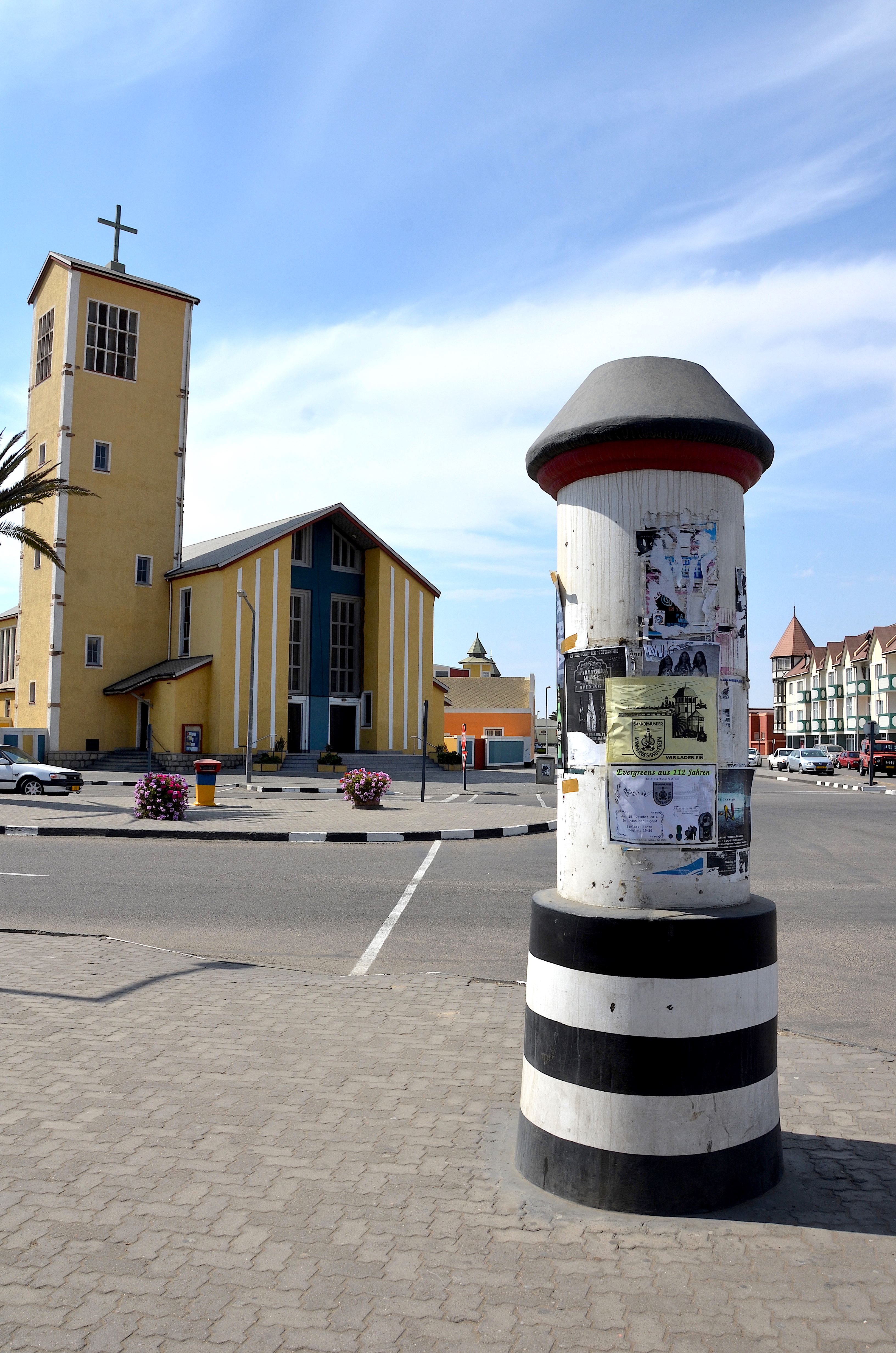
Eine der ältesten Litfaßsäulen weltweit. Sie wurde 1905 von Deutschland nach Namibia transportiert.